# 附员
附員，通稱副官、別稱附屬官，簡稱為「附」，軍隊的軍官或士官职位，曾流行於法軍與德軍，後傳至全世界，現今各地已經廢除殆盡。團、營、連、排等編制之部隊，稱「附屬官」，簡稱「團附」、「營附」、「連附」、「排附」等。司令部、集團軍、軍團、軍、師等高級單位，稱為「附員」。

## 历史
「附員」起源于法军的「adjudant-major」，直译为“营长（少校）助理”，由上尉担任，直接执行上级命令，并负责训练教育、操演、纪律和内务等各种事务。1811年10月14日，拿破崙發布敕令，法军每个战列步兵团或轻步兵团团部必须有一位上尉衔「adjudant-major」。

## 日本
1881年大日本帝國陸軍參謀本部出版日法德英荷文對照的字典《五國對照兵語字書》，把「adjudant-major」译作“联队副官又大队副官，相当大尉副官”。1911年，日本采取了不同译法：「adjudant-major」译作「附」，有「联队附」或「大队附」等；「adjudant du régiment/de bataillon」译作「副官」。舊日本軍亦有「參謀本部附」等職。自衛隊成立後，則有「幕僚監部附」、「○○隊附」等職。

## 德國
德意志地區各国把「adjudant-major」这个军职，对译为「Regimentsadjutant」（团部附）和「Bataillonsadjutant」（营部附）。

## 清末新軍
晚清新军与北洋政府时期军制，各支部队各级长期不设副职，但有類似附屬官的「協行官」、「督隊官」、「教練官」等編制。
晚清新军在营级设「督队官」，沿袭为「营附」。晚清新军在团（标）这一级设「教练官」，薪水為白银100两，沿袭为团附。「協行官」不詳，應是排（哨）、班（棚）等單位的。
阎锡山回忆录称：

我回晋之初，被派为山西陆军学校教官；越三月，升任监督。旋为实际掌握新军，以种种努力，獲调山西陆军第二标教练官（中校团附）；一年后，升任标统（团长）。

## 中華民國
1912年中华民国开始实行新军制，正式在步兵团编制表中设团附军官一、中尉副官一、营附骑兵军官二。例如1921年组建的大元帅府警卫团，设中校团附李章达、少校团附邓定远。
國民革命軍在北伐结束后，效仿德軍將主管作戰訓練的參謀或助理官稱為附屬官，簡稱為「附」，故有「連附」、「營附」、「團附」等，在不設置副手的情況之下，附屬官在主官陣亡或離職時，可接替主官的位置，繼續戰鬥。國民革命軍在步兵团、骑兵团设中校、少校团附各一员，在炮兵团设中校团附一员，如李天霞擔任軍政部陸軍編練處第三團團附。而當時军、师级部队都已經有副軍長、副師長等職，故不能簡称「军附」、「师附」，而称「軍部附员」、「师部附员」。
中國抗日戰爭后，國民革命軍增设副团长，但仍设团附。1940年版《陆军军官服务纲要》中，设团附、团副官、营附、营副官，具体规定如下：

团附之职务
1. 团附秉承团长之命令，拟定本团之训练教育一切计划事宜。
2. 团附辅佐团长，整理本团之军纪风纪，并帮同处理团之一切业务。
3. 团附监督指正各营之训练教育，督促其按所规定之计划施行；并对各营之内务装械之经理差视指导，使之整齐一致。
4. 团附监督本团各官佐，确实遵守法令，忠勤尽职。
5. 团附秉承团长命令，担任野外演习动员筹备等计划。
6. 团附辅佐团长，进行或改善军官团之教育，并拟具军官团之教育计划。

团副官之职务
1. 团副官掌管命令、报告、日记、公文之传达及收发事宜。
2. 团副官将每日团内之事件拟定处理办法，请示团长施行。
3. 团副官保管本团之图书器材机要文件关防門照车船票证护照公出证并消耗品兼严限共出纳。
4. 团副官管理本团兵舍、阵营、器具、马匹之喂养卫生。
5. 团副官秉承团长之命令，兼理军官团一切事务。

营附之职务
1. 营附按照团附职务之规定，处置营之一切事务。
2. 营附担任本营人马一切之教育管理。
3. 营附秉承营长命令，处理人事公文及营内装械器材及一切教育用品及给养之分配事宜。
4. 营附秉承营长命令，拟具本营之一切进行及改善计划。

营副官之职务
1. 营副官之职务按照团副官之规定，帮同营附处理营之一切庶政事宜。
2. 营副官秉承营长命令，随时查视各连准尉官之业务，加以指导，而报告于营长、营附。

現今在中華民國陸軍常常會尊稱資深士官（上士或士官長）為「排附」，意即本排的附屬官，而士官督導長則會被尊稱為「老欸」，表達對其資歷的尊重。部分士兵會將「排附」誤以為是「排副」，而誤把「排附」當成副排長之意。中華民國海軍艦艇單位依各工作班名稱，稱工作班之士官長為「○○附」，意即本工作班的附屬官，如砲械工作班「砲械附」（砲械士官長）、雷達工作班「雷達附」（雷達士官長）、射控工作班「射控附」（射控士官長）、損管工作班「損管附」（損管士官長）等。

## 美國
副官在美國可以代表軍隊的主要參謀，即行政官或人事官的角色，而指揮官也會透過副官接收訊息和發布軍事命令。
美國各州國民警衛隊的軍事首長也會被稱為副官，這個術語的使用反映了美國的早期歷史，每個州都擁有自己的主權，包括維持軍事力量的權利。